# Mühle Wiegboldsbur
Die Mühle Wiegboldsbur ist eine unter Denkmalschutz stehende dreistöckige Holländerwindmühle mit Windrose und Jalousieklappen in Südbrookmerland in Niedersachsen. Das Bauwerk wurde 1812 errichtet. Es ist eines der Wahrzeichen der Gemeinde und steht im Ortsteil Wiegboldsbur.

## Anlage
Die funktionsfähige Galerie-Holländerwindmühle im Südosten der ostfriesischen Gemeinde Südbrookmerland dient heute als Mühlenmuseum. Zum Bauensemble gehört neben der Mühle ein Müllerhaus von 1846 mit Wohn- und Wirtschaftsgebäuden wie Scheune, Packhaus und Pferdestall.

## Geschichte
Die Mühle wurde im Jahre 1812 von Dirck Suncken Kruse als „Pelde- und Mahlmühle nebst einem Hause“ mit je zwei Mahl- und Peldegängen errichtet. Zu Zeiten seiner Errichtung war das Bauwerk um ein Stockwerk und damit etwa 3,5 m niedriger als heute. Die Kappe war anfangs mit Segelflügeln und Steert ausgestattet und wurde per Hand in den Wind gedreht. Im Jahre 1851 ließ Müller Frerich Bruns Janshen den steinernen Unterbau und somit die Mühle selbst von zwei auf drei Stockwerke erhöhen und 1856 wurde das Müllerhaus vom Betreiber „bedeutend vergrößert und verbessert“ sowie eine „Wagenremise“ erbaut. 1909 wurde das Bauwerk von Segel- auf Jalousieflügel (Klappenflügel) und Windrosenbetrieb umgerüstet. Um 1925 wurde eine Stromerzeugungsanlage im Verbindungstrakt der Mühle zum Packhaus eingebaut, die neben der Mühle auch einige benachbarte Häuser mit Energie versorgte. Die Anlage konnte sowohl mit Wind als auch mit einem Dieselmotor betrieben werden, der 1927 aufgestellt wurde und die Mühle unabhängig von Wind machte.
Nach dem Zweiten Weltkrieg war nur noch ein Mahlgang in Betrieb. Um 1965 sorgten Schäden am Gehenden Werk, deren Behebung sich als unwirtschaftlich erwies, dafür, dass der Mahlbetrieb mit Windkraft aufgegeben werden musste. Auf Initiative der Gemeinde wurde 1991  der „Mühlenverein Wiegboldsbur“ gegründet, der sich seither um das Bauwerk kümmert. Mit der Abnahme der Kappe begann am 21. Oktober 1993 die Restaurierung der Mühle, die am 17. November 2006 im Rahmen eines Festprogramms abgeschlossen wurde. Zur Unterbringung alter landwirtschaftlicher Maschinen und Geräte errichtete der Verein 2003 eine Remise.

## Museum
In dem Bauwerk befindet sich heute ein Heimatmuseum. In den Gebäuden befinden sich diverse historische Maschinen, die die technische Entwicklung des Müllerhandwerks und der Landwirtschaft dokumentieren. Im zur Mühle gehörenden Lagerschuppen ist eine Schmiede- und Tischlerwerkstatt eingerichtet, in der alte Handwerks- und Schmiedekunst gezeigt wird. In der Backstube wird monatlich Brot gebacken.